# 90821 Augustsedláček
90821 Augustsedláček è un asteroide della fascia principale. Scoperto nel 1995, presenta un'orbita caratterizzata da un semiasse maggiore pari a 2,695289 UA e da un'eccentricità di 0,230391, inclinata di 6,080328° rispetto all'eclittica. Ha un diametro di 2,525 km.